# Casa Reinald (Agramunt)
La Casa Reinald o Cal Benet del Segarrenc és un casaolot senyorial de Mafet, al municipi d'Agramunt (Urgell) que forma part de l'Inventari del Patrimoni Arquitectònic de Catalunya.

## Descripció
És una casa senyorial de planta rectangular la qual està subdividida en quatre plantes. La planta baixa, està centrada per una porta amb un arc de mig punt rebaixat sostingut per grans carreus de pedra situats a banda i banda de la portalada. Aquesta està flanquejada per dos petites finestres reixades. En aquest sector de la façana s'hi pot apreciar la humitat infiltrada en la pedra.

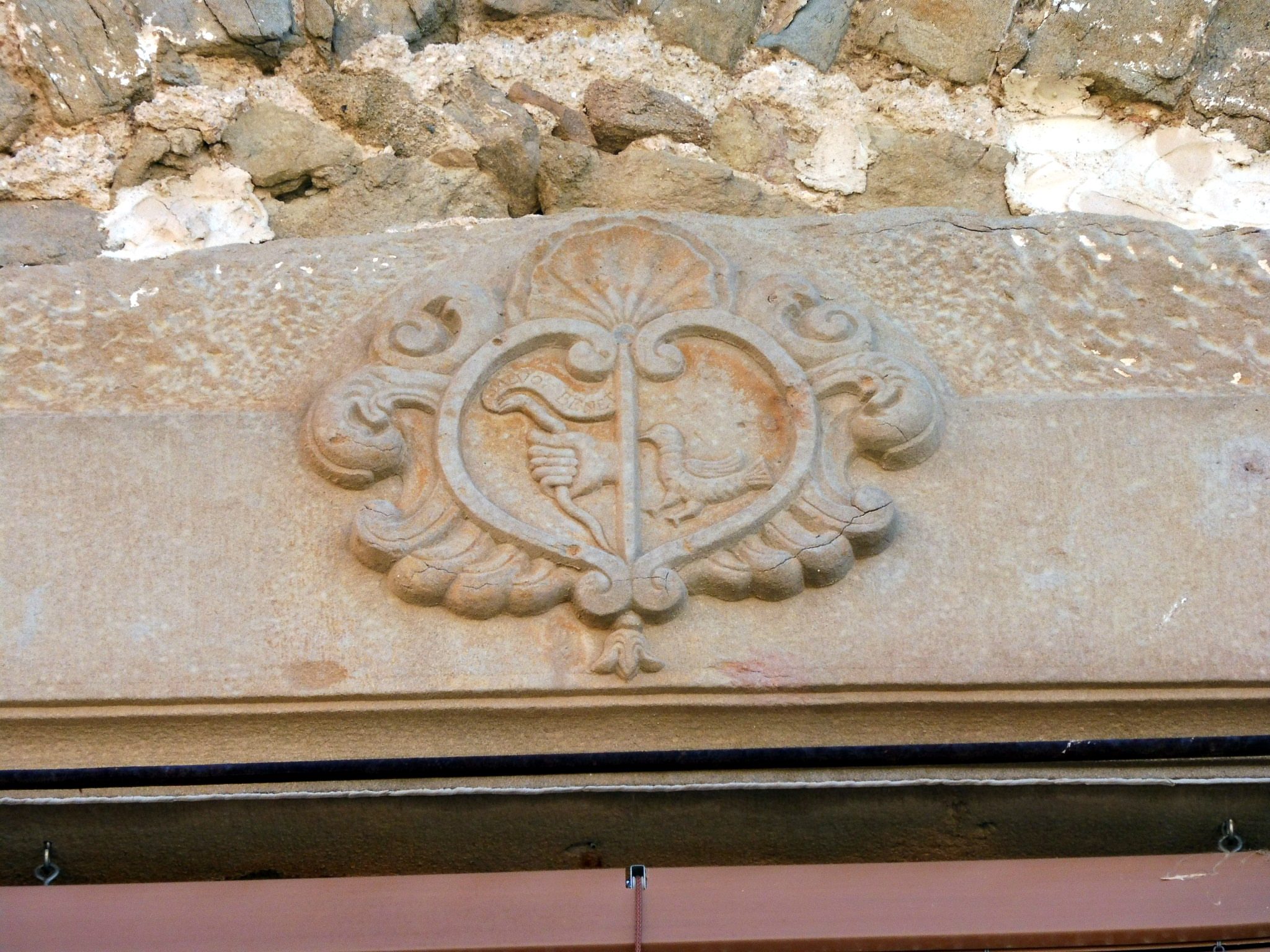
Escut a la llinda d'una finestra

Si passem a la planta noble està caracteritzada per tres finestrals balconers, de perfil rectangular, i tancades amb baranes de forja. A damunt de cada un s'hi poden apreciar tres vestigis d'antigues obertures de mig punt adovellades. En la finestra central i la més destacable de l'habitatge hi ha l'escut familiar col·locat en la llinda. Aquest escut està format per dues figures: un falcó i una mà agafant una serp.
En la tercera planta s'hi obren tres finestrals rectangulars més i en la part superior dels quals s'hi torna a observar la presència dels arcs de mig punt adovellats d'anteriors vestigis constructius. Just sota la coberta hi ha el pis corresponent a les golfes caracteritzat per tres obertures quadrangulars.

## Història
En temps posteriors se li annexa una torre de planta quadrada, feta de carreus regulars i amb petites obertures de mig punt en la primera planta i lobulada en la segona. Al seu costat hi ha una gran arcada de perfil escarser que ens condueix cap al pati o corral de l'edifici.